# Ataenius paraperforatus
Ataenius paraperforatus – opisany w 2000 roku gatunek chrząszcza z rodziny poświętnikoawtych
Występuje on na terenie Meksyku. Autorzy opisu podają następujące miejsca jego występowania: Xilitla (stan Querétaro), Jacala, (stan Hidalgo) oraz Totutla (stan Veracruz). Siedlisko tego gatunku to las deszczowy.